# Polycentropus quadrispinosus
Polycentropus quadrispinosus is een schietmot uit de
familie Polycentropodidae. De soort komt voor in het Neotropisch gebied.